# سوزان ایتی
سوزان کارلتون ایتی (انگلیسی: Susan Athey؛ زادهٔ ۲۹ نوامبر، ۱۹۷۰) اقتصاددان اهل ایالات متحده آمریکا است. او استاد اقتصاد تکنولوژی مدرسه علوم انسانی و علوم در مدرسه عالی کسب‌وکار استنفورد است. پیش از پیوستن به استنفورد، او استاد دانشگاه هاروارد و ام‌آی‌تی بود. ایتی اولین زنی است که موفق به دریافت مدال جان بیتس کلارک شده. در مایکروسافت، به مدت شش سال در جایگاه اقتصاددان ارشد قرار داشته و به عنوان محقق مشاور نیز با موسسه تحقیقاتی مایکروسافت همکاری کرده است. او در حال حاضر در هیئت مدیرۀ شرکت‌های اکس‌پدیا، لندینگ کلاب، روور، تورو، رایپل و موسسه غیرانتفاعی Innovations for Poverty Action عضویت دارد. همچنین عضو و محقق ارشد در موسسۀ تحقیق برای سیاست اقتصادی استنفورد است.

## جوانی و تحصیلات
ایتی متولد بوستون، ماساچوست و بزرگ‌شدۀ راکویل، مریلند است. مادرش الیزابت جوهانسن معلم زبان و ویراستار آزادکار و پدرش ویت ایتی محقق فیزیک‌اند.
 ایتی دوران لیسانس خود را در دانشگاه دوک گذراند. در آنجا، او به تحصیل سه رشتۀ اقتصاد، ریاضی و علوم کامپیوتر پرداخت و در سال ۱۹۹۱ فارغ‌التحصیل شد. علاقۀ ایتی به اقتصاد از جایی آغاز شد که او به عنوان کارآموز برای شرکتی شروع به کار کرد که در مزایدات به دولت کامپیوتر می‌فروخت. با حضور در کنار باب مارشال، که بر روی مسائل مربوط تجهیز دفاعی و نظامی کار می‌کرد، و مطالعه بر روی مزایدات تبدیل به دستیار تحقیق او شد متعاقبا شور و علاقۀ مارشال در مورد مزایده را به ارث برد. علاوه بر این ایتی در دوک خزانه‌دار انجمن کای امگا و رئیس باشگاه هاکی روی چمن بوده است.
ایتی در سال ۱۹۹۵ موفق به دریاقت دکترای اقتصاد از مدرسه عالی کسب‌وکار استنفورد شد. استادان راهنمای تز او پال میلگروم و دونالد جان رابرتز بودند. همچنین از دکترا افتخاری دانشگاه دوک به او اعطا شد.
ایتی در سال ۲۰۰۲ با گیدو ایمبنس ازدواج کرد که تا امروز این ازدواج ادامه داشته است.

## حرفه

### حضور در آکادمیا
ایتی در ابتدا به مدت شش سال به عنوان استادیار در ام‌آی‌تی تدریس کرد. بعد از آن به مدت پنج سال در دپارتمان اقتصاد دانشگاه استنفورد کرسی هولبروک وورکینگ را در اختیار داشت و سپس، پیش از آنکه به مدرسۀ عالی کسب و کار استنفورد بازگردد، تا سال ۲۰۱۲ مشغول به تدریس در دانشگاه هاروارد بود.

### علایق پژوهشی
به دلیل تحصیل در سه رشتۀ اقتصاد، ریاضی و علوم کامپیوتر در دوران حضور در دانشگاه دوک، او همیشه از برنامه‌نویسی و آمار برای حل مسائل اقتصادی بهره می‌برد. با توجه به این پیش‌زمینه، ایتی به اقتصاد اینترنت، اقتصاد رسانه‌های خبری، اقتصادسنجی، ماشین لرنینگ، کلان‌داده و رمزارزها علاقه‌مند است. از دیگر حیطه‌های مورد توجه او که مرتبط با موضوعات گفته‌شده‌اند می‌توان به بازار و کسب و کارهای پلتفرمی، بازاریابی آنلاین و سازمان‌دهی صنعتی اشاره کرد. در حال حاضر، تحقیقات او بر روی اقتصاد دیجیتالی‌سازی، طراحی بازار و اشتراکات اقتصادسنجی و ماشین لرنینگ است.